# Předměřice nad Jizerou
Předměřice nad Jizerou település Csehországban, a Mladá Boleslav-i járásban. Předměřice nad Jizerou Benátky nad Jizerou, Jiřice, Stará Lysá, Kochánky, Milovice, Sojovice és Tuřice településekkel határos. Lakosainak száma 1038 fő (2024. január 1.).

## Látnivalók
- Jan Štursa szobrászművész első világháború emlékműve (képe az infoboxban)

## Népesség
A település lakosságának változását az alábbi diagram mutatja:
| Lakosok száma | 712  | 846  | 895  | 727  | 646  | 685  | 722  | 835  | 936  | 1038 |
|               | 1869 | 1900 | 1921 | 1961 | 1980 | 2011 | 2016 | 2019 | 2021 | 2024 |